# Стеценко, Андрей Митрофанович
Андрей Митрофанович Стеценко (20 декабря 1903, Кисловодск, Кавказская губерния — 22 ноября 1960, Москва) — советский военный деятель, контр-адмирал (с 13 декабря 1942). Член ВКП(б) с 1926 года.

## Биография

### Образование
- Школа инструкторов допризывной подготовки (Кисловодск, 11.1920—11.1921)
- Военно-инженерные курсы (Баку, 11.1921—11.1922);
- Машинная школа морских сил Балтийского моря (Ленинград, 3.1923—3.1924);
- параллельные классы при Военно-морском училище им. М. В. Фрунзе (Ленинград, 9.1926—8.1929);
- штурманский класс Специальных курсов командного состава ВМС РККА (Ленинград, 10.1930—11.1931);
- командирский класс (Курсы командного состава) Учебного отряда подводного плавания (Ленинград, 1—12.1932);
- командный факультет, Военно-морская академия им. К. Е. Ворошилова (Ленинград, 1.1940—6.1941).

### Карьера до Великой Отечественной войны
- военный моряк 2-го балтийского флотского экипажа (11.1922—3.1923);
- руководитель физподготовки при морском политическом отделе в Кронштадте (3—12.1924);
- руководитель физподготовки политического управления морских сил Чёрного моря (12.1924—9.1926);
- вахтенный начальник эскадренного миноносца «Петровский» (8.1929—10.1930);
- штурман ПЛ «Революционер» морских сил Чёрного моря (11.1931—1.1932);
- командир ПЛ «Щ-107» (12.1932—2.1933, 9.1933—4.1935);
- командир ПЛ «Щ-109» (2—9.1933);
- командир дивизиона подводных лодок 2-й морской бригады морских сил Дальнего Востока (4.1935—7.1938);
- начальник 3-го отделения подводного плавания 2-го отдела боевой подготовки Главного морского штаба ВМФ (7.1938—5.1939);
- начальник инспекции подводных лодок управления боевой подготовки ВМФ (5.1939—1.1940).

### Участие в Великой Отечественной войне
- Начальник отдела подводного плавания штаба Балтийского флота (6.1941—2.1942);
- Командир бригады подводных лодок Балтийского Флота (2.1942—1.1943);
- Начальник отдела подводного плавания штаба Краснознаменного Балтийского флота (1.1943—1945).

### В послевоенные годы
- Начальник управления подводного плавания ВМФ (7—11.1945);
- Командирован в составе Военной миссии СССР к Главнокомандующему союзными силами на Тихом океане на Филиппины, а после капитуляции Японии — в Токио (8.1945);
- Был в составе делегации от СССР на линкоре «Миссури» при подписании Акта о капитуляции Японии (2.9.1945);
- Помощник по морской части члена Союзного Совета от СССР, Начальник 4-го отдела Управления Боевой Подготовки Главного морского штаба ВМФ (11.1945—3.1946);
- Член Научно-технического комитета, одновременно начальник секции подводного плавания ВМС (3.1946—12.1949);
- Представитель СССР по разделу кораблей бывшего ВМФ Японии (5—9.1947);
- Начальник кафедры тактики высших соединений ВМС военно-морского факультета Высшей военной академии им. К. Е. Ворошилова (12.1949—7.1953)
- В отставке с июля 1953 года.

Похоронен на Новодевичьем Кладбище.

## Награды

### Ордена
- Два ордена Ленина (1943, 1947)
- Три ордена Красного Знамени (1944, 1945, 1951)
- Орден Красной Звезды (1938)

### Медали
- Юбилейная медаль «XX лет Рабоче-Крестьянской Красной Армии»
- Медаль «За оборону Ленинграда»
- Медаль «За победу над Германией в Великой Отечественной войне 1941—1945 гг.»
- Медаль «За победу над Японией»
- Юбилейная медаль «30 лет Советской Армии и Флота»

### Архивы
- ЦВМА, личное дело № 166020; ф. 3, оп. 1, д. 842, л. 360; д. 1313, л. 395.
- РГА ВМФ, ф. р-322, оп. 2, д. 930; ф. р-1713, оп. 2, д. 18, л. 29—31.